# 中村西根

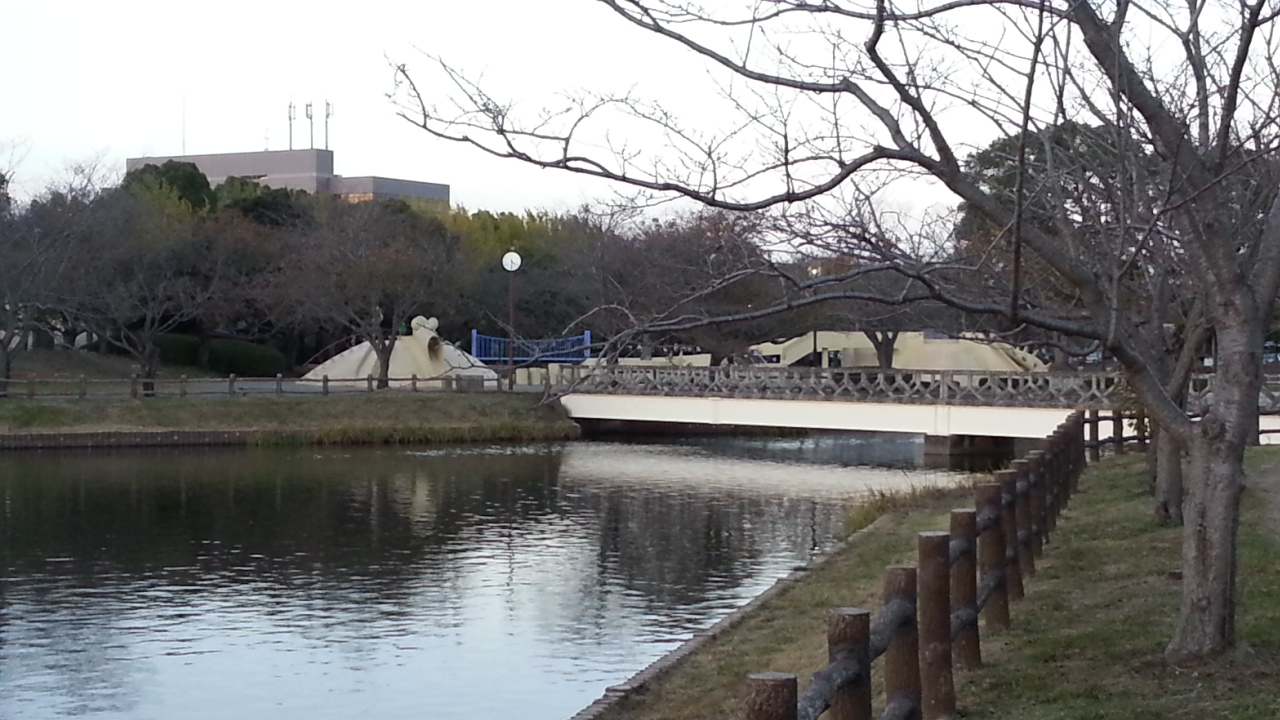
乙戸沼公園

中村西根（なかむらにしね）は、茨城県土浦市の地名。2012年12月1日現在の常住人口調査による人口は792人（土浦市調べ）。郵便番号は300-0849。

## 地理
西根1区、2区、3区と区分けされている。国道6号の混雑解消のため、地内に牛久土浦バイパスの建設が進んでおり、一部区間が開通している。北部は鎌倉街道が通っており、歴史的な街並みが残っている。

## 交通

### 道路
- 常磐道桜土浦IC
- 国道6号牛久土浦バイパス
- 国道354号
- 茨城県道55号土浦つくば線・学園東大通り
- 茨城県道201号藤沢荒川沖線

## 小・中学校の学区
市立小・中学校に通う場合、学区は以下の通りとなる。
| 丁目 | 番地 | 小学校             | 中学校                 |
| ---- | ---- | ------------------ | ---------------------- |
| 1区  | 全域 | 土浦市立東小学校   | 土浦市立土浦第三中学校 |
| 2区  | 全域 | 土浦市立東小学校   | 土浦市立土浦第三中学校 |
| 3区  | 全域 | 土浦市立中村小学校 | 土浦市立土浦第三中学校 |

## 施設

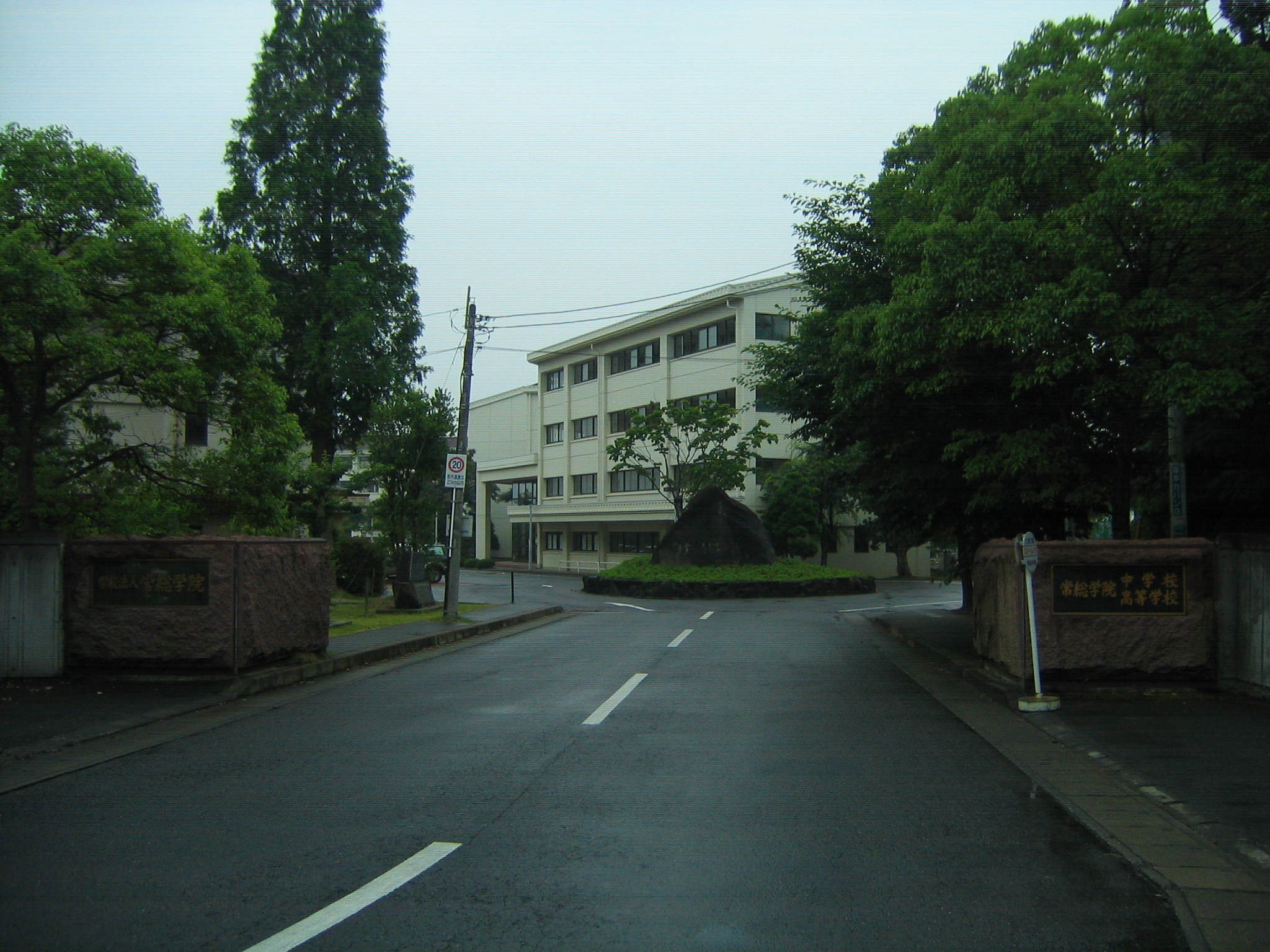
常総学院

- 常総学院中学校・高等学校
- 茨城県立土浦産業技術専門学院
- 土浦市清掃センター
- 土浦市ふれあいセンターながみね
- 乙戸沼公園